# Barréackord

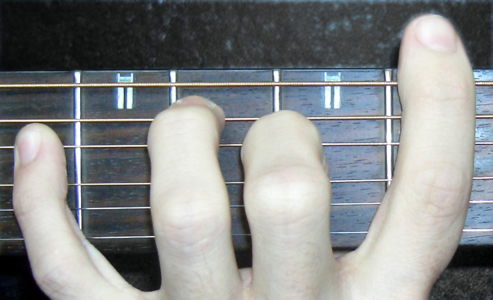
Barré-ackord

Barréackord är en typ av ackord på gitarr där ett eller ett par fingrar används för att hålla ner alla strängar tvärs över ett band på greppbrädan. Ett barré-ackord kan därmed flyttas över greppbrädan, så att samma fingersättning ger många olika ackord. Om man till exempel tar ett vanligt öppet E dur-ackord på en gitarr får man ett F dur genom att flytta fingrarna ett band på gitarrhalsen närmare instrumentets kropp och hålla ned alla strängar med pekfingret på första bandet. Flyttar man sedan ytterligare ett helt tonsteg, två band till på halsen, får man G dur som barré-ackord, ytterligare två band på halsen så får man ett A dur och så vidare.